# Multifuncionalitat de l'agricultura
La multifuncionalitat de l'agricultura és una concepció de l'agricultura basada en tres funcions: la funció econòmica, la funció d'ocupació i ordenació del territori i la funció de conservació i manteniment del medi ambient i el paisatge. El concepte està relacionat amb la teoria econòmica de la producció agrària (producció conjunta i les externalitats) i ha sigut objecte de debats en les reunions de la FAO i la OCDE.
Aquesta concepció pensa la contribució de l'agricultura al desenvolupament rural, el manteniment del medi ambient i el paisatge i la seguretat alimentària. Es parla, així, de tres funcions:
- Funció primària: la producció de matèries primeres i aliments i la seguretat alimentària.
- Funció ambiental: la biodiversitat, la protecció davant els riscos naturals, el paisatge, el suport de les activitats recreatives i el marc del turisme rural.
- Funció social: la protecció del patrimoni cultural i el treball (que implica la viabilitat de les àrees rurals).

La preocupació apareix al Consell Europeu de Luxemburg de desembre de 1997. La definició formal va fer-se uns anys després, el 1999, per part de la Comissió Europea en l'informe per al Comité Especial d'Agricultura.
Existeix un "Grup d'amics de la multifuncionalitat" en el qual hi participa la Unió Europea, Maurici, el Japó, Corea del Sud, Suïssa i Noruega. Ha fet diverses conferències internacionals per a parlar sobre les preocupacions no comercials de l'agricultura.